# Быстрянка (рыба)
Быстрянка, или южная быстрянка, или восточная быстрянка (лат. Alburnoides bipunctatus) — вид лучепёрых рыб из семейства карповых (Cyprinidae).

## Биологическое описание
Спина и верхняя часть боков тёмно-зелёная, низ боков и брюхо серебристые. Спинной и хвостовой плавники серые, прочие светлые, у основания желтоватые. В период нереста окраска становится ярче, плавники у основания красноватыми. Отверстия боковой линии сверху и снизу окаймлены черными точками, поэтому вдоль боковой линии тянется пунктирная двойная полоска. 
Питается, главным образом, личинками насекомых, в особенности хирономид, различными ракообразными, иногда водорослями.
В отличие от уклеи, обитает только в реках с хорошо аэрируемой водой, обычно на быстром течении, откуда, по-видимому, и получила своё название. Как и уклея, относится к рыбам с коротким жизненным циклом: предельный возраст не превышает 5—6 лет.

## Размножение
Половозрелой становится на третьем году. Нерестится с середины мая до конца июня, на быстринах с каменистым дном. Икрометание порционное. Абсолютная и относительная плодовитость высокая.
Растёт довольно медленно. Максимальная длина не превышает 12—13 см, масса около 15—20 г. Прирост длины тела в первые годы не превышает 2,5—3,5 см, а затем значительно сокращается.

## Ареал
Встречается от Южного Дагестана до рек южного побережья Каспия, в Северном Иране и Средней Азии.

## Промысловое значение
Какого-либо промыслового значения не имеет и не может быть перспективной рыбой. Может служить насадкой при ловле хищных рыб.